# Tessennano
Tessennano ist eine italienische Gemeinde in der Provinz Viterbo in der Region Latium mit 288 Einwohnern (Stand 31. Dezember 2023). Sie liegt etwa 102 Kilometer nordwestlich von Rom.

## Geographie
Tessennano liegt in den Monti Volsini zwischen dem Bolsenasee und Tuscania.

## Bevölkerung
| Jahr | Bevölkerung |
| ---- | ----------- |
| 1871 | 475         |
| 1901 | 579         |
| 1921 | 638         |
| 1951 | 814         |
| 1971 | 611         |
| 1991 | 472         |
| 2001 | 420         |

## Politik
Milena Piermaria (Bürgerliste Insieme per Tessennano) wurde im Juni 2004 zur Bürgermeisterin gewählt und 2009 im Amt bestätigt.